# Cérvola de Cerinea

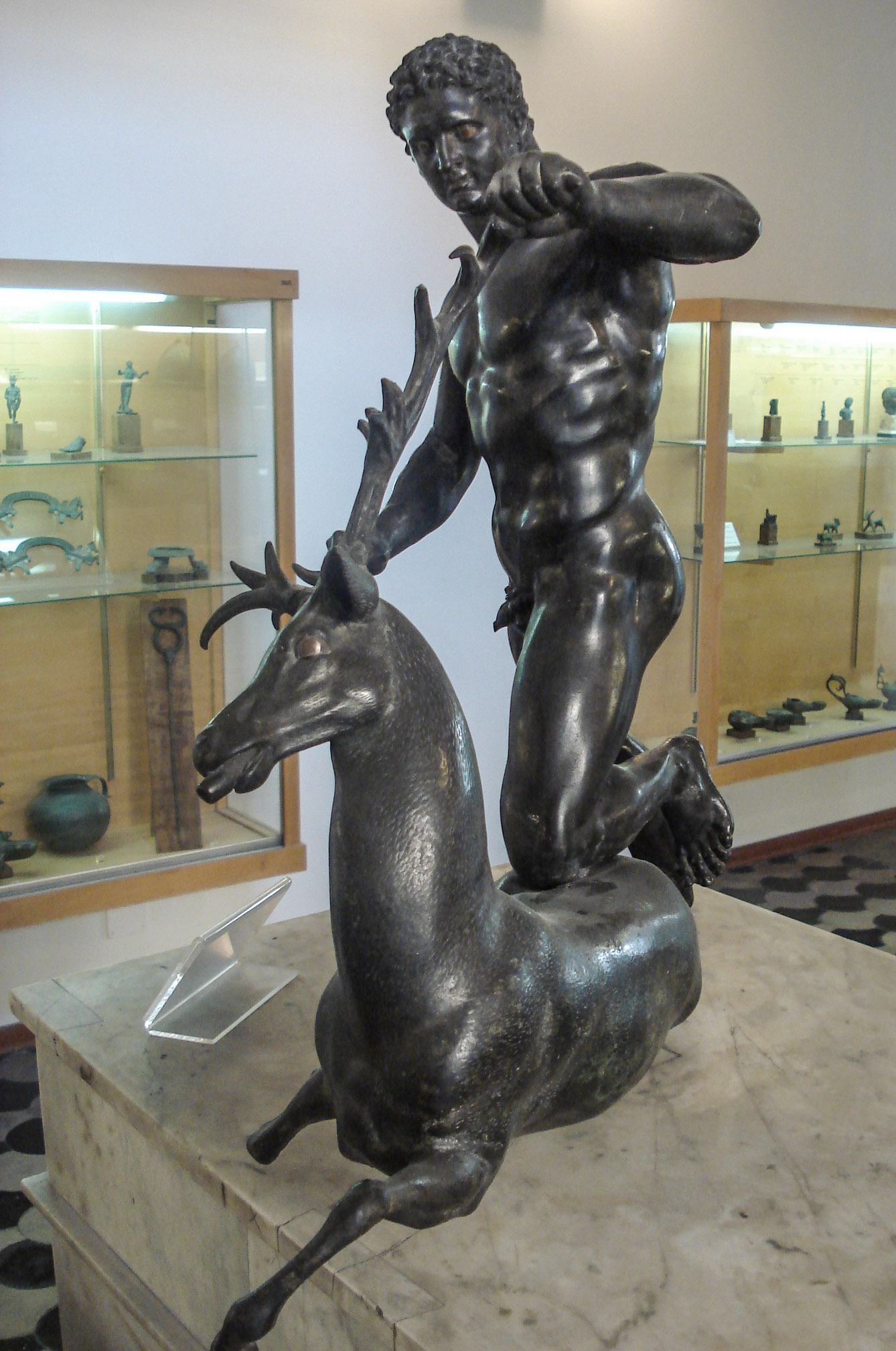
Hèracles i la cérvola de Cerinea (font de bronze del)

La cérvola o daina de Cerinea (en grec antic: Κερυνῖτις ἔλαφος 'Kerunîtis élaphos') va ser una bèstia de la mitologia grega que tenia banyes d'or i peülles de bronze, consagrada per Taígete a Àrtemis. El tercer treball d'Hèracles, encarregat per Euristeu, rei de Micenes, consistia a atrapar la daina i portar-la viva a Micenes (no la podia matar perquè Àrtemis la protegia).
Eurípides explica que, simplement, era un animal de mida gegantina que destrossava les collites. Hèracles la va matar i va consagrar les banyes de l'animal al temple d'Àrtemis. Però la versió més habitual, que ens transmet Cal·límac, diu que aquesta cérvola era una de les cinc cérvoles que Àrtemis havia trobat, feia temps, mentre pasturava al mont Liqueos. Totes cinc tenien les banyes daurades i eren molt grans, més que els braus. La deessa en va agafar quatre, que va posar a la seva quadriga. La cinquena, per ordre d'Hera, va refugiar-se a la muntanya de Cerinea, perquè més tard fos una de les proves posades a Hèracles. L'animal duia un collaret que deia «Taígete m'ha consagrat a Àrtemis». La cérvola corria molt i Hèracles la va empaitar durant tot un any sense poder atrapar-la. A la fi, l'animal va caure fatigat i assedegat a la vora del mont Artemísion. Com que Hèracles la continuava perseguint, va intentar de travessar el riu Ladó, a l'Arcàdia. En aquell moment, Hèracles la va ferir lleument amb una fletxa, que es va clavar entre el tendó i l'os, sense vessar ni una gota de sang. Va agafar la cérvola i se la va carregar al coll, però en travessar Arcàdia es va trobar amb Àrtemis i Apol·lo, i totes dues divinitats volien apropiar-se de l'animal perquè els pertanyia, i a més el van acusar del sacrilegi d'haver-lo volgut matar. Però Hèracles se'n va sortir donant les culpes a Euristeu, i finalment li van tornar la cérvola i van deixar que continués el seu camí.
Píndar en dona una versió diferent: diu que Hèracles va empaitar la cérvola cap al nord, a través d'Ístria, al país dels hiperboris, fins al país dels Benaventurats, on Àrtemis el va acollir amablement.